# Victoria Bell
Victoria Bell (ur. 22 czerwca 1994) – irlandzka narciarka alpejska, uczestniczka Mistrzostw Świata 2013.
Bell jeszcze nie wystartowała na zimowych igrzyskach olimpijskich.
Bell raz brała udział w mistrzostw świata. Jej najlepszym wynikiem na zawodach tej rangi jest 76. miejsce w slalomie osiągnięte podczas Mistrzostw Świata 2013 w austriackim Schladming.
Bell jeszcze nie zadebiutowała w zawodach Pucharu Świata.

## Osiągnięcia

### Mistrzostwa świata
| Mistrzostwa     | Konkurencja | Czas    | Wynik | Zwycięzca        |
| --------------- | ----------- | ------- | ----- | ---------------- |
| Schladming 2013 | Gigant      | -       | DNF1  | Tessa Worley     |
| Schladming 2013 | Slalom      | 1:08.06 | 76.   | Mikaela Shiffrin |